# Vanita Jagdeo Borade
Vanita Jagdeo Borade (nacida el 25 de mayo de 1975) es una conservacionista india, fundadora de la Fundación Multipropósito Soyre Vanchare, que trabaja en la protección de la vida silvestre. Se especializa en rescatar serpientes y ha sido reconocida como «la primera mujer amiga serpiente de la India». Borade recibió el Nari Shakti Puraskar del gobierno indio en reconocimiento a sus esfuerzos de conservación.

## Vida personal
Vanita Jagdeo Borade nació el 25 de mayo de 1975. Vive con su marido en Buldana, en el estado indio de Maharashtra.

## Carrera
Borade aprendió a estar a gusto con la vida silvestre cuando se crio en una granja, con amigos que compartían su interés por el medio ambiente local. Comenzó a atrapar serpientes venenosas a la edad de doce años sin ser mordida. Fundó la Fundación Multipropósito Soyre Vanchare, una organización ambiental que se enfoca en prevenir la contaminación y proteger la vida silvestre. Habiendo rescatado más de 50 000 serpientes, Borade ha sido incluida en el Libro Guinness de los récords. Ella es particularmente compasiva con las serpientes, pero también tiene experiencia con las abejas.
Borade ha enseñado a otros cómo tratar las mordeduras de serpientes, y su objetivo es reducir la ofidiofobia (miedo a las serpientes) proporcionando información realista sobre las serpientes: solo el diez por ciento de las serpientes en la India son venenosas, y todos los hospitales tienen medicamentos antiofídicos disponibles gratuitamente.

## Premios y reconocimientos
India Post reconoció los logros de Borade emitiendo un sello postal con su retrato. En el Día Internacional de la Mujer de 2022, recibió el Nari Shakti Puraskar 2020, el mayor honor civil para las mujeres en la India, de manos del presidente Ram Nath Kovind. Conocida localmente como la «mujer serpiente», Borade ha sido reconocida como «la primera mujer amiga de las serpientes de la India».